# Симметрический многочлен
Симметри́ческий многочле́н — многочлен {\displaystyle f(x_{1},x_{2},...,x_{n})} от {\displaystyle n} переменных, не изменяющийся при всех перестановках входящих в него переменных {\displaystyle x_{i}}. Так, для многочлена {\displaystyle f(x,y)} двух переменных это означает {\displaystyle f(x,y)=f(y,x)}; примерами симметрических многочленов двух переменных являются {\displaystyle x+y}, {\displaystyle xy} и {\displaystyle x^{2}+y^{2}}.

## Основные типы
Часто используются несколько последовательностей многочленов {\displaystyle f_{n}(x_{1},\ldots ,x_{n})} ({\displaystyle n}-й многочлен — от {\displaystyle n} переменных), таких что предыдущие получаются из следующих подстановкой нулей в лишние переменные:
{\displaystyle f_{n}(x_{1},\ldots ,x_{n-1},0)=f_{n-1}(x_{1},\ldots ,x_{n-1})}.
Поэтому такие многочлены обозначаются без указания числа переменных: {\displaystyle f(x_{1},\ldots ,x_{n})} или {\displaystyle f_{k}(x_{1},\ldots ,x_{n})}, где {\displaystyle k} — не индекс внутри последовательности, а способ нумерации таких последовательностей. Например, степенные суммы {\displaystyle p_{k}} степени {\displaystyle k} — это многочлены
{\displaystyle p_{k}(x_{1},\ldots ,x_{n})=\sum _{i=1}^{n}x_{i}^{k}=x_{1}^{k}+\ldots +x_{n}^{k}}.
Иногда удобно задавать эти последовательности симметрических многочленов при помощи производящих функций: для последовательности симметрических многочленов {\displaystyle f_{k}(x_{1},\ldots ,x_{n})} такая производящая функция — это степенной ряд
{\displaystyle F(t;x_{1},\ldots ,x_{n})=\sum _{k}f_{k}(x_{1},\ldots ,x_{n})t^{k}}
от {\displaystyle (n+1)} переменных. Например, элементарные (или основные) симметрические многочлены {\displaystyle \sigma _{k}} степени {\displaystyle k} — это суммы всевозможных мономов степени {\displaystyle k} без повторяющихся переменных; они задаются формулой
{\displaystyle \sigma _{k}(x_{1},\ldots ,x_{n})=\sum _{1\leq j_{1}<\ldots <j_{k}\leq n}x_{j_{1}}\cdot \ldots \cdot x_{j_{k}}}
или производящей функцией
{\displaystyle \Sigma (t;x_{1},\ldots ,x_{n})=\sum _{k=0}^{\infty }\sigma _{k}(x_{1},\ldots ,x_{n})t^{k}=(1+tx_{1})\cdot \ldots \cdot (1+tx_{n})}.
В частности,
{\displaystyle {\begin{array}{rcl}\sigma _{1}(x_{1},x_{2},\ldots ,x_{n})&=&x_{1}+x_{2}+\cdots +x_{n}\\\sigma _{2}(x_{1},x_{2},\ldots ,x_{n})&=&{x_{1}}{x_{2}}+{x_{1}}{x_{3}}+\cdots +{x_{n-1}}{x_{n}}\\&\cdots &\\\sigma _{n-1}(x_{1},x_{2},\ldots ,x_{n})&=&{x_{1}}{x_{2}}\ldots {x_{n-1}}+{x_{1}}{x_{2}}\ldots {x_{n-2}}{x_{n}}+\cdots +{x_{2}}{x_{3}}\ldots {x_{n}}\\\sigma _{n}(x_{1},x_{2},\ldots ,x_{n})&=&{x_{1}}{x_{2}}\ldots {x_{n}}\\\end{array}}}.
Многочлен {\displaystyle \sigma _{0}} полагают равным {\displaystyle 1}, а многочлены {\displaystyle \sigma _{k}} при {\displaystyle k>n} — равными {\displaystyle 0}.
Другой пример, полные симметрические многочлены {\displaystyle h_{k}} степени {\displaystyle k} — это суммы всех мономов степени {\displaystyle k}, без ограничения на повторения переменных; они задаются формулой
{\displaystyle h_{k}(x_{1},\ldots ,x_{n})=\sum _{i_{1}+\ldots +i_{n}=k}x_{1}^{i_{1}}\cdot \ldots \cdot x_{n}^{i_{n}}}
или производящей функцией
{\displaystyle H(t;x_{1},\ldots ,x_{n})=\sum _{k=0}^{\infty }h_{k}(x_{1},\ldots ,x_{n})t^{k}=(1-tx_{1})^{-1}\cdot \ldots \cdot (1-tx_{n})^{-1}}.
Важными для теории представлений симметрических групп являются многочлены Шура — симметрические многочлены, параметризуемые разбиениями в сумму неотрицательных натуральных чисел. Многочлен Шура степени {\displaystyle d}, соответствующий разбиению {\displaystyle d=d_{1}+\dots +d_{n},\quad d_{1}\geq \dots \geq d_{n}\geq 0,} равен
{\displaystyle s_{(d_{1},\dots ,d_{n})}(x_{1},\dots ,x_{n})={\frac {\det(x_{i}^{d_{j}+n-j})_{i,j=1}^{n}}{\det(x_{i}^{n-j})_{i,j=1}^{n}}}}.
Другим примером является дискриминант — многочлен
{\displaystyle D(f)=a_{n}^{2n-2}\prod _{i<j}(\alpha _{i}-\alpha _{j})^{2}},
где {\displaystyle \alpha _{1},\alpha _{2},\ldots ,\alpha _{n}} — корни некоторого многочлена от одной переменной: {\displaystyle f(x)=a_{0}+a_{1}x+...+a_{n}x^{n}}.

## Основная теорема теории симметрических многочленов
Основная теорема теории симметрических многочленов утверждает, что любой симметрический многочлен может быть единственным способом выражен как многочлен от элементарных симметрических многочленов. Иначе говоря, для любого симметрического многочлена {\displaystyle f(x_{1},\ldots ,x_{n})} существует (обычно несимметрический) многочлен {\displaystyle g(y_{1},\ldots ,y_{n})}, такой что
{\displaystyle f(x_{1},\ldots ,x_{n})=g(\sigma _{1}(x_{1},\ldots ,x_{n}),\ldots ,\sigma _{n}(x_{1},\ldots ,x_{n}))},
то есть они являются равными многочленами от {\displaystyle x_{1},\ldots ,x_{n}}, при этом такой многочлен {\displaystyle g(y_{1},\ldots ,y_{n})} единственен.
Иначе говоря, элементарные симметрические многочлены алгебраически независимы и образуют базис алгебры симметрических функций: кольцо симметрических функций {\displaystyle k[x_{1},x_{2},\ldots ,x_{n}]^{S}} изоморфно кольцу {\displaystyle k[\sigma _{1},\sigma _{2},\ldots ,\sigma _{n}]}
Аналогичная теорема верна и для полных симметрических многочленов.

## Детерминантные формулы
Производящие формулы элементарных и полных симметрических многочленов связаны соотношениями {\displaystyle \Sigma (t)\cdot H(-t)=1}, которые развёртываются в формулы
{\displaystyle \sum _{r=0}^{n}(-1)^{r}\sigma _{r}h_{n-r}=0\quad (n>1)},
которые выражают элементарные симметрические многочлены через предыдущие элементарные и через все полные. Итоговая формула выглядит как
{\displaystyle \sigma _{k}={\begin{vmatrix}h_{1}&1&0&\ldots &0\\h_{2}&h_{1}&1&\ldots &0\\\ldots &\ldots &\ldots &\ldots &\ldots \\h_{k-1}&h_{k-2}&h_{k-3}&\ldots &1\\h_{k}&h_{k-1}&h_{k-2}&\ldots &h_{1}\end{vmatrix}}};
аналогичная формула для выражения полных через симметрические получается заменой {\displaystyle \sigma } и {\displaystyle h} без других изменений.